# Megapenthes tarsalis
Megapenthes tarsalis là một loài bọ cánh cứng trong họ Elateridae. Loài này được Schaeffer miêu tả khoa học năm 1916.